# Тимблин (Пенсилванија)
Тимблин (енгл. Timblin) град је у америчкој савезној држави Пенсилванија.

## Демографија
По попису из 2010. године број становника је 157, што је 6 (4,0%) становника више него 2000. године.
| Група             | 2000.       | 2010.       |
| Белци             | 147 (97,4%) | 154 (98,1%) |
| Афроамериканци    | 0 (0,0%)    | 2 (1,3%)    |
| Азијати           | 0 (0,0%)    | 0 (0,0%)    |
| Хиспаноамериканци | 3 (2,0%)    | 1 (0,6%)    |
| Укупно            | 151         | 157         |